# Hypena belindana
Hypena belindana là một loài bướm đêm trong họ Erebidae.